# Welcome Islands
Die Welcome Islands (englisch für Willkommensinseln) sind eine Gruppe felsiger Inseln vor der Nordküste Südgeorgiens. Sie liegen 6 km westnordwestlich des Kap Buller. Zu ihnen gehören in nord-südlicher Reihenfolge der High Rock, Sigma Island, Dorada Island, Pharos Island sowie durch die Whalers Passage vom Rest getrennt der Sky Rock.
Als ihr Entdecker gilt der britische Seefahrer James Cook im Jahr 1755. Die Benennung der Inseln datiert mindestens auf das Jahr 1912 zurück und ist seitdem etabliert.